# Карл-Зіґфрід Ґоссрау
Карл-Зігфрід Госсрау (нім. Karl-Siegfried Gossrau; 14 січня 1887, Штутгарт — 27 листопада 1972, Штутгарт) — німецький офіцер, генерал авіації (1 вересня 1941).

## Біографія
5 серпня 1907 року вступив в 125-й піхотний полк. Учасник Першої світової війни, з 21 травня 1915 року — командир роти 126-го піхотного полку, з 30 жовтня 1916 року — ад'ютант 108-ї резервної піхотної бригади, з 29 листопада 1917 року служив у різних штабах.
У квітні-липні 1919 року — член Добровольчого корпусу в Есслінгені. Після демобілізації армії залишений в рейхсвері. У 1920-21 і 1924-31 роках служив в Імперському військовому міністерстві, в 1921-24 роках — командир роти піхотного полку. З 1 березня 1931 року — командир батальйону 14-го піхотного полку. 1 жовтня 1933 року переведений в люфтваффе і 25 серпня 1934 року призначений начальником відділу. З 1 квітня 1938 року — офіцер для особливих доручень при головнокомандувачі люфтваффе з зарахуванням в штаб командувача ВПС в Австрії. 
З 1 червня 1938 року — інспектор поповнень ВВС в області Нижній Дунай (зі штаб-квартирою у Відні), 1 жовтня 1939 року переведений на таку ж посаду в Позен. 24 травня 1940 року поставлений на чолі Адміністративного управління ОКЛ. 7 серпня 1943 року переведений в резерв ОКЛ, в травні 1944 року направлений в штаб авіаційної області «Бельгія-Північна Франція», а потім в 5-ту авіаційну область. 31 грудня 1944 року звільнений у відставку.

## Нагороди
- Залізний хрест 2-го і 1-го класу
- Королівський орден дому Гогенцоллернів, лицарський хрест з мечами
- Орден «За військові заслуги» (Вюртемберг), лицарський хрест
- Орден Фрідріха (Вюртемберг), лицарський хрест 1-го класу з мечами
- Орден Церінгенського лева, лицарський хрест 2-го класу з мечами
- Нагрудний знак «За поранення» в золоті
- Почесний хрест ветерана війни з мечами
- Медаль «За вислугу років у Вермахті» 4-го, 3-го, 2-го і 1-го класу (25 років)